# Gui Khury
Guilherme Zardo Khury, mais conhecido como Gui Khury (Curitiba, 18 de dezembro de 2008), é um skatista profissional brasileiro, campeão mundial de Skate Vertical em evento realizado em Roma, na Itália, e multi-recordista do Guinness World Records. Ele foi a primeira pessoa a realizar a manobra 1080 em uma rampa vertical, a mais jovem a conquistar uma medalha de ouro nos X Games, e detém o maior número de medalhas dos X Games conquistadas por um adolescente.
Gui Khury também possuía o recorde de ser a pessoa mais jovem a competir nos X Games, feito alcançado em 2021, aos 10 anos e 7 meses, e a mais jovem a executar um '900°', aos 8 anos, durante competição no X Games, que mais tarde ambos foram superados por Ema Kawakami.
No decurso de sua trajetória, em 2024, Gui se destacou ao se tornar a primeira pessoa a realizar um Kickflip Body Varial 900° em uma rampa vertical durante competições oficiais. Ao longo de 2025, aos 16 anos, ele voltou a fazer história na primeira etapa do STU Pro Tour 2025, realizada em Porto Alegre, ao alcançar a nota de 98.00 — igualando a Bob Burnquist com uma das maiores pontuações já registradas em uma competição da modalidade Vertical. Dias depois, Gui conquistou mais um feito inédito em sua carreira, durante a World Skate Tour, ao se tornar a primeira pessoa a executar a manobra '900º' em uma competição oficial da modalidade Park.
Como resultado de sua excelência e consistência, Gui atualmente soma 15 medalhas em 10 edições dos X Games, o que o consagra como o adolescente com mais vitórias na competição, além de feitos que reforçam sua posição como um dos grandes nomes do esporte mundial.

## Vida pessoal
Gui Khury, filho de Ricardo Khury Filho e Bianca Zardo, nasceu em Curitiba, capital do estado do Paraná, em 18 de dezembro de 2008. Mudou-se com a família para Carlsbad, nos Estados Unidos, em 2011. Ele começou a treinar muito jovem, sendo incentivado por seu pai, aos quatro anos, na Y.M.C.A., em Encinitas.
Em 2015, a família voltou para o Brasil, e ao visitar amigos como Sandro Dias e Rony Gomes, que tem seus próprios centros de treinamento, influenciou seu pai a construir uma rampa coberta para ele continuar a treinar, o Green Box Skate, um complexo onde atualmente se encontra a maior mega rampa da América Latina, localizada no quintal da chácara onde mora sua avó em Campo Largo, na região metropolitana de Curitiba.
Em julho de 2017, ele sofreu um grave acidente na Califórnia, Estados Unidos. Enquanto estava pulando em sua cama, ele esbarrou na tela da janela e caiu do segundo andar, fraturando o crânio ao bater em um registro de gás, por qual, precisou passar por uma cirurgia para colocar uma placa na cabeça.

## Carreira

### Início de carreira
Em 2016, aos seis anos de idade, ele completou seu primeiro giro aéreo de 540, 1½ giro (540 graus), tornando-se o mais jovem a fazê-lo. Três meses depois, ele pousou seu primeiro 720, 2 giros (720 graus), e se tornou o mais jovem do mundo a fazê-lo, aos sete anos de idade.
Posteriormente em 2017, aos oito anos, Khury se tornou a pessoa mais jovem do mundo a pousar um giro aéreo de 900, 2½ giros (900 graus) realizado em uma rampa vertical de skate. Tony Hawk popularizou esse movimento quando foi o primeiro a conseguir esse feito em 1999.
Aos nove anos, ele se tornou o skatista mais jovem a enfrentar uma mega rampa, quando desceu a mega rampa de 24 metros de altura e 170 metros de comprimento de Bob Burnquist.

### Competições Nacionais e Internacionais

#### 2019
Em agosto de 2019, Gui Khury estreou nas competições internacionais, sendo convidado a participar dos X Games em Minneapolis, Minnesota nos Estados Unidos. Aos 10 anos e 225 dias, ele se tornou o recordista oficial do Guinness World Records por ser o atleta mais jovem dos X Games e a pessoa mais jovem a completar um giro aéreo de 900° nos X Games.

#### 2020
Em 8 de maio de 2020, aos 11 anos de idade, Gui Khury quebrou mais um recorde do Guinness World Records, e se tornou a primeira pessoa a realizar um '1080°' (3 giros completos) em uma rampa vertical, quebrando o recorde do 900° realizado de Tony Hawk em uma rampa vertical estabelecido em 1999. (Tom Schaar conseguiu o primeiro '1080°' aos 12 anos, em 2012, porém em uma mega rampa, que permite que o skatista ganhe mais impulso do que em uma rampa vertical padrão). Ele conseguiu isso depois de 10 tentativas.
Gui Khury realizou o feito na Green Box Skate em Curitiba, Brasil. O pai de Khury, Ricardo Khury Filho, creditou o fechamento das escolas devido à Pandemia de COVID-19 por dar ao filho tempo e energia extras para praticar a técnica. Os skatistas profissionais Bob Burnquist e Tony Hawk ligaram para ele para parabenizá-lo pela conquista.

#### 2021
No início do ano, em 06 de março de 2021, Gui pousou o seu primeiro "The McKenzie" (um 720°, fazendo dois giros completos no eixo e pousando com o pé de trás).
Em 16 de julho de 2021, aos 12 anos e 210 dias, Gui Khury conquistou um novo recorde no Guinness World Records, durante os X-Games, em Vista, Califórnia, Estados Unidos, ele se tornou o atleta mais jovem masculino a ganhar uma medalha de ouro nos X-Games, na competição Vert Best Trick. Onde conseguiu o primeiro '1080°' bem-sucedido em uma competição.
Ele conseguiu um '1080°' na rampa vertical em sua 7ª e última tentativa da competição. Tony Hawk também foi um competidor no evento, saindo da aposentadoria para competir nos X-Games pela primeira vez desde 2003.
No dia 17 de outubro de 2021, Gui participou da primeira etapa do circuito amador do Vert Battle 2021 em Atibaia, São Paulo, onde conquistou a medalha de ouro ao realizar um 900º em sua volta final, demonstrando ser uma das grandes promessas do skate nacional.

#### 2022
No dia 19 de março de 2022, ele estreou na categoria profissional da primeira etapa do Vert Battle, onde ocorreu em São Bernardo do Campo, em São Paulo. Na competição, Gui conquistou a medalha de prata e sua segunda medalha na competição.
Em abril, nos X Games em Chiba, Japão, Gui Khury conseguiu outro '1080°' na competição Vert Best Trick, ganhando a medalha de prata, sendo derrotado por Mitchie Brusco, e também ganhou o bronze na competição Skate Vertical. Posteriormente, no X Games em Los Angeles, ele ganhou mais duas medalhas de prata em Skate Vertical e Vert Best Trick.
No mesmo ano, em julho, ele ganhou a medalha de ouro na segunda etapa do Vert Battle 2022, realizado no Parque da Madureira, no Rio de Janeiro. Alguns meses depois, em setembro, ele ganhou prata na competição Men's Park no STU National 2022.
No último trimestre, em 31 de outubro, Gui conquistou sua primeira medalha em um Campeonato Mundial de Skate, levando a prata na modalidade Skate Vertical, que ocorreu em Buenos Aires, na Argentina.
Em 12 de novembro, Gui participou da terceira etapa do Vert Battle 2022 em Madureira, Rio de Janeiro, onde ele conquistou a medalha de bronze e sua terceira medalha do ano na competição, garantindo presença em todos os pódios das etapas daquele ano.

#### 2023
Em 14 de maio de 2023, Gui Khury ganhou mais uma medalha de bronze no X Games, realizado em Chiba, Japão, na modalidade Vert Best Trick, conquistando medalhas pelo seu terceiro ano consecutivo.
No segundo semestre, em julho do mesmo ano, no X Games realizado na Califórnia, ele ganhou uma medalha de prata no MegaPark, sendo a sua primeira medalha nesta modalidade, e outra de ouro na competição de Vert Best Trick, chegando ao total de 8 medalhas conquistas em 6 edições do X Games que Gui se fez presente.
No dia 06 de agosto de 2023, na recém-inaugurada pista de Half Pipe do Centro Esportivo Tietê, na Zona Norte de São Paulo, Gui participou da primeira etapa do Vert Battle 2023, conquistando a medalha de ouro na competição, na qual participava junto de outros atletas do esporte nacional.
Em setembro, Gui Khury sofreu uma queda durante sua participação no STU de São Paulo. Ele fraturou o antebraço ao tentar uma manobra no campeonato da modalidade park. Após o acidente, Gui foi imediatamente atendido por médicos e encaminhado ao hospital, onde passou por uma cirurgia e ficou por um período afastado das pistas por alguns meses.

#### 2024
Gui Khury participou da primeira etapa das classificatórias masculinas do Skate na modalidade Park para os Jogos Olímpicos de Verão de 2024 em Paris, no World Skakeboarding Tour Dubai Park, que ocorreu entre 25 de fevereiro e 3 de março de 2024. No entanto, ele não conseguiu se classificar, terminando na 38ª posição e, assim, não avançando para a próxima fase da competição.
Em 16 de junho de 2024, Gui Khury conquistou o título do Tony Hawk's Vert Alert, conquistando sua primeira medalha na competição. Ao fim do mês, no dia 29, Gui ganhou mais uma medalha de ouro no X Games, realizado em Ventura, California, Estados Unidos, na modalidade Vert Best Trick, conquistando medalhas pelo seu quarto ano consecutivo.
Em 10 de agosto, ele participou do Lexus Vert Pro 2024, competição que estreou e fez parte da grade de abertura do Campeonato Mundial de Surfe, sediado no lado sul do Huntington Beach Pier, na Califórnia, nos Estados Unidos, onde ele conquistou a medalha de ouro, consolidando ainda mais sua posição como um dos melhores atletas da modalidade.
No decorrer do mesmo mês, no dia 22 de agosto, Gui Khury se tornou a primeira pessoa a realizar um Kickflip Body Varial 900° em rampa vertical, durante um treinamento na pista presente no quintal da casa de sua família, por qual, houve repercussão mundial sobre o feito do skatista brasileiro de 15 anos.
No dia 7 de setembro, Gui conquistou sua segunda medalha em um Campeonato Mundial de Skate, levando o ouro e se consagrando campeão mundial na modalidade Skate Vertical, o evento foi realizado em Roma, na Itália.
Ao longo desse mês, no X Games realizado em Chiba, Japão, Gui Khury realizou o feito inédito para a sua carreira de conseguir duas medalhas de ouro na mesma edição, sendo a sua primeira medalha na modalidade Skate Vertical, e outra na competição de Vert Best Trick, por qual conseguiu o primeiro Kickflip Body Varial 900° em competições oficiais para ficar com o título de melhor manobra. Com isso, Gui alcança um total de 11 medalhas conquistadas em 8 edições dos X Games, superando o recorde de medalhas obtidas por adolescentes (skatistas com até 20 anos), da esquiadora estoniana, Kelly Sildaru.
Entre os dias 18 a 20 de outubro, Gui participou do STU Pro Tour 2024 realizado no Rio de Janeiro. Durante a competição na modalidade park, ele passou na primeira classificação em sua eliminatória chegando até a final, onde conquistou a medalha de prata em um pódio triplo de brasileiros.

#### 2025
Em sua primeira competição oficial do ano, entre os dias 21 e 23 de março em Porto Alegre, Gui participou da primeira etapa do STU Pro Tour 2025 na modalidade "park", onde passou para as finais com a maior nota entre os brasileiros, e garantiu pela primeira vez na carreira, o lugar mais alto do pódio apresentando grande evolução e adaptação em seu desempenho em diferentes modalidades. Na semana seguinte, durante a segunda parte do evento, Gui participou da primeira edição da modalidade Vertical no evento esportivo, onde se consagrou campeão com a nota de 98.00, obtendo as três maiores pontuações da competição e igualando a Bob Burnquist com uma das maiores notas já registradas em uma disputa na modalidade Vertical, e sua segunda medalha de ouro na etapa.
Entre os dias 3 e 4 de maio, Gui Khury participou da primeira edição do Vert Battle 2025, realizado em Goiânia, Goiás. No decorrer da competição, ele desempenhou voltas sólidas e conquistou o primeiro lugar pela terceira vez no maior circuito de Skate Vertical do Brasil. No final do mesmo mês, entre os dias 23 e 25 de maio, ele conquistou mais um pódio ao alcançar o segundo lugar no STU National 2025, realizado em Florianópolis.
No mês seguinte, após garantir sua vaga na primeira seletiva da Seleção Brasileira de Skateboarding na modalidade Park, durante os dias 1 ao 8 de junho, Gui Khury marcou presença na etapa de estreia do Circuito Mundial de Skate, a World Skate Tour, onde alcançou a final do torneio após se tornar a primeira pessoa a executar a manobra '900º' em uma competição oficial da modalidade Park. Nas finais, após realizar a manobra inédita outras duas vezes em suas decidas, Gui conquistou o terceiro lugar no pódio, consolidando a sua ascenção na nova modalidade.
No decorrer do mesmo mês, nos dias 21 e 22, no X Games realizado em Osaka, Japão, Gui repetiu o feito ao ganhar novamente duas medalhas de ouro na mesma edição, sendo a sua primeira na modalidade Skate Vertical, e a segunda medalha na competição de Vert Best Trick, ao realizar o Kickflip Body Varial 900° em sua primeira tentativa, onde registrou mais um marco histórico ao se tornar o adolescente mais vitorioso de todos os tempos da competição, com 7 medalhas de ouro conquistadas no X Games.
Encerrando o primeiro semestre de competições, entre os dias 27 e 29 de junho, Gui Khury participou do X Games na etapa realizada em Salt Lake City, capital do estado de Utah, Estados Unidos. Na ocasição, ele tornou-se profissional - conforme tradição americana, para um skatista receber o título de profissional naquele país, ele precisa assinar um shape de skate com o seu nome, ao receber seu primeiro modelo pro da marca Birdhouse, do lendário skatista Tony Hawk. No transcurso do 30º ano de evento, Khury conquistou o seu triplo duplo ouro na competição de Skate Vertical e Vert Best Trick, sendo sua primeira vitória em uma edição principal do X Games e sexta vitória consecutiva na modalidade skate vertical.
No inicio do segundo semestre, nos dias 18 e 19 de julho, Gui defendeu e conquistou o bicampeonato consecutivo no Tony Hawk's Vert Alert, por qual evidenciou a realização de novas manobras em suas voltas e sua constante busca pela evolução. No final de semana seguinte, entre os dias 25 a 27, Khury participou do STU National 2025, na etapa de Curitiba - sua cidade natal, onde se consagrou o terceiro lugar da competição, alcançando mais um pódio em sua carreira.

### Rampa do Gui
A "Rampa do Gui" é o palco do evento anual da modalidade MegaPark, uma competição idealizada por Gui Khury e sua família, com objeto de criar um espaço de treinamento e competições de alto nível, que utiliza a mega rampa construída no quintal da casa de sua avó, em Campo Largo, Curitiba, com cerca de 10 metros de altura e 70 metros de comprimento, que reúne alguns dos melhores skatistas do mundo.
A primeira edição ocorreu em 2022, e desde então Gui Khury tem sido o vencedor de todas as edições, incluindo a mais recente em setembro de 2024, onde ele se tornou tricampeão.

## Prêmios e indicações

### Premiações esportivas
| Ano  | Evento                                           | Categoria       | Resultado         | Ref.   |
| ---- | ------------------------------------------------ | --------------- | ----------------- | ------ |
| 2021 | X Games etapa Vista - EUA                        | Vert Best Trick | Campeão           | [ 5 ]  |
| 2021 | Vert Battle Amador 1ª etapa - Atibaia, SP        | Skate Vertical  | Campeão           | [ 26 ] |
| 2022 | Vert Battle 1ª etapa - São Bernardo do Campo, SP | Skate Vertical  | Medalha de prata  | [ 27 ] |
| 2022 | X Games etapa Chiba - Japão                      | Skate Vertical  | Medalha de bronze | [ 28 ] |
| 2022 | X Games etapa Chiba - Japão                      | Vert Best Trick | Medalha de prata  | [ 28 ] |
| 2022 | STU National 2022 - Recife                       | Skate Park      | Medalha de bronze | [ 31 ] |
| 2022 | X Games etapa Los Angeles - EUA                  | Skate Vertical  | Medalha de prata  | [ 57 ] |
| 2022 | X Games etapa Los Angeles - EUA                  | Vert Best Trick | Medalha de prata  | [ 57 ] |
| 2022 | Vert Battle 2ª etapa - Atibaia, SP               | Skate Vertical  | Campeão           | [ 30 ] |
| 2022 | Campeonato Mundial de Skate - Buenos Aires 2022  | Skate Vertical  | Medalha de prata  | [ 32 ] |
| 2022 | Vert Battle 3ª etapa - Madureira, RJ             | Skate Vertical  | Medalha de bronze | [ 33 ] |
| 2023 | X Games etapa Chiba - Japão                      | Vert Best Trick | Medalha de bronze | [ 34 ] |
| 2023 | X Games etapa Califórnia - EUA                   | Megapark        | Medalha de prata  | [ 35 ] |
| 2023 | X Games etapa Califórnia - EUA                   | Vert Best Trick | Campeão           | [ 36 ] |
| 2023 | Vert Battle 1ª etapa - São Paulo, SP             | Skate Vertical  | Campeão           | [ 37 ] |
| 2024 | Tony Hawk's Vert Alert 2024                      | Skate Vertical  | Campeão           | [ 40 ] |
| 2024 | X Games etapa Ventura - EUA                      | Vert Best Trick | Campeão           | [ 41 ] |
| 2024 | Lexus Vert Pro 2024                              | Skate Vertical  | Campeão           | [ 42 ] |
| 2024 | Campeonato Mundial de Skate - Roma 2024          | Skate Vertical  | Campeão           | [ 3 ]  |
| 2024 | X Games etapa Chiba - Japão                      | Skate Vertical  | Campeão           | [ 44 ] |
| 2024 | X Games etapa Chiba - Japão                      | Vert Best Trick | Campeão           | [ 9 ]  |
| 2024 | STU Pro Tour 2024 - Rio de Janeiro               | Skate Park      | Medalha de prata  | [ 45 ] |
| 2025 | STU Pro Tour 2025 - Porto Alegre                 | Skate Park      | Campeão           | [ 46 ] |
| 2025 | STU Pro Tour 2025 - Porto Alegre                 | Skate Vertical  | Campeão           | [ 10 ] |
| 2025 | Vert Battle 1ª etapa - Goiânia, GO               | Skate Vertical  | Campeão           | [ 47 ] |
| 2025 | STU National 2025 - Florianópolis                | Skate Park      | Medalha de prata  | [ 48 ] |
| 2025 | WST World Cup Rome 2025                          | Skate Park      | Medalha de bronze | [ 49 ] |
| 2025 | X Games etapa Osaka - Japão                      | Skate Vertical  | Campeão           | [ 50 ] |
| 2025 | X Games etapa Osaka - Japão                      | Vert Best Trick | Campeão           | [ 50 ] |
| 2025 | X Games etapa Salt Lake City - EUA               | Skate Vertical  | Campeão           | [ 52 ] |
| 2025 | X Games etapa Salt Lake City - EUA               | Vert Best Trick | Campeão           | [ 53 ] |
| 2025 | Tony Hawk's Vert Alert 2025                      | Skate Vertical  | Campeão           | [ 54 ] |
| 2025 | STU National 2025 - Curitiba                     | Skate Park      | Medalha de bronze | [ 55 ] |

### Indicações esportivas
| Ano  | Prêmio                      | Categoria                      | Resultado | Ref.   |
| ---- | --------------------------- | ------------------------------ | --------- | ------ |
| 2024 | Prêmio Influenciador do Ano | Influenciador do Ano - Esporte | Indicado  | [ 58 ] |

## Guinness World Records

### Recordes Atuais
| Recorde                                                              | Feito             | Data                | Localização                       | Ref.   |
| -------------------------------------------------------------------- | ----------------- | ------------------- | --------------------------------- | ------ |
| Primeiro '1080' em rampa vertical                                    | 1080              | Maio 2020           | Curitiba, Brasil                  | [ 14 ] |
| Medalhista de ouro mais jovem do X Games (masculino)                 | 12 anos, 210 dias | 16 de julho de 2021 | Vista, Califórnia, Estados Unidos | [ 24 ] |
| Maior número de medalhas dos X Games conquistadas por um adolescente | 15                | Em Andamento        | Em Andamento                      | [ 6 ]  |

### Recordes Anteriores
| Recorde                                  | Feito             | Data                | Localização                 | Ref.   |
| ---------------------------------------- | ----------------- | ------------------- | --------------------------- | ------ |
| Atleta mais jovem do X Games (masculino) | 10 anos, 225 dias | 31 de julho de 2019 | Minneapolis, Estados Unidos | [ 18 ] |

## Curiosidades
- Gui Khury, atualmente é o 1º no ranking mundial e o 2º de todos os tempos na modalidade Skate Vertical, segundo a instituição "The Boardr".[59]